# Clastoptera caobilla
Clastoptera caobilla is een halfvleugelig insect uit de familie Clastopteridae. De wetenschappelijke naam van deze soort is voor het eerst geldig gepubliceerd in 1944 door Metcalf & Bruner.